# Swing the Mood
Swing the Mood ist ein erfolgreicher Song des englischen Musikprojektes Jive Bunny & the Mastermixers, der am 24. Juni 1989 veröffentlicht wurde. Das aus einer Aneinanderreihung verschiedener Pop- und Rock-&-Roll-Songs bestehende Stück erreichte in Deutschland, Österreich und im Vereinigten Königreich die Top-Position der Charts.

## Hintergrund
Jive Bunny and the Mastermixers bestand im Ursprung aus Andy und John Pickles, Vater und Sohn, die einen Remix-Service namens Music Factory  betrieben. Bereits 1988 entstand ein sogenannter „Partymix“, bei dem mehrere Rock-&-Roll-Songs zur Melodie von Glenn Millers In the Mood gemischt wurden. Produziert wurde der Song von Andy Pickles und DJ Les Hemstock, der angeblich nur 100 britische Pfund für seine Arbeit erhielt.
Das Stück wurde populär und so beschloss das Duo, den Song als Single zu veröffentlichen. Dabei mussten sie das Stück etwas umschreiben, da sie nicht für alle verwendeten Stücke die Freigaben erhielten. Anschließend gründeten sie das Musikprojekt Jive Bunny & the Mastermixers. Jive Bunny war der Spitzname von Andy Pickles. Jive Bunny wurde als Zeichentrick-Hase auch ein Markenzeichen der Band.
Swing the Mood erschien schließlich am 24. Juni 1989 als Single mit dem dazugehörigen Musikvideo. Der Song bestand aus folgenden Titeln, die per Copy & Paste und als Mashup aneinandergereiht wurden:
- 0:00 – 0:05 Chubby Checker – Let’s Twist Again
- 0:06 – 0:55 Glenn Miller – In the Mood
- 0:55 – 1:24 Bill Haley & His Comets – Rock Around the Clock
- 1:24 – 1:39 Bill Haley & His Comets – Rock-A-Beatin’ Boogie
- 1:39 – 1:50 Little Richard – Tutti Frutti
- 1:50 – 2:18 The Everly Brothers – Wake Up Little Susie
- 2:18 – 2:27 Eddie Cochran – C’mon Everybody
- 2:27 – 2:43 Elvis Presley – Hound Dog
- 2:43 – 2:54 Bill Haley & His Comets – Shake, Rattle and Roll
- 2:54 – 3:04 Elvis Presley – All Shook Up
- 3:04 – 3:24 Elvis Presley – Jailhouse Rock
- 3:24 – 3:42 Danny and the Juniors – At the Hop
- 3:42 – 3:47 Little Richard – Tutti Frutti
- 3:47 – 6:05 Glenn Miller – In the Mood, Pennsylvania 6-5000, Little Brown Jug, American Patrol, In the Mood

## Titelliste
Als B-Seite für die Maxi-CD sowie die 12’’ wurden ein auf vier Minuten gekürzter Radiomix sowie ein Glenn Miller Medley verwendet.
1. Swing the Mood – 6:00
2. Swing The Mood (Radio Mix) – 4:05
3. Glenn Miller Medley (The J. B. Edit) – 3:55

## Kommerzieller Erfolg
Chartplatzierungen
| ChartsChartplatzierungen       | Höchstplatzierung | Wochen |
| ------------------------------ | ----------------- | ------ |
| Deutschland (GfK)              | 1 (26 Wo.)        | 26     |
| Österreich (Ö3)                | 1 (17 Wo.)        | 17     |
| Schweiz (IFPI)                 | 2 (22 Wo.)        | 22     |
| Vereinigtes Königreich (OCC)   | 1 (19 Wo.)        | 19     |
| Vereinigte Staaten (Billboard) | 11 (20 Wo.)       | 20     |

Auszeichnungen für Musikverkäufe

| Land/Region                  | Auszeichnungen für Musikverkäufe (Land/Region, Auszeichnung, Verkäufe) | Verkäufe |
| ---------------------------- | ---------------------------------------------------------------------- | -------- |
| Vereinigtes Königreich (BPI) | Platin                                                                 | 600.000  |
| Insgesamt                    | 1× Platin ·                                                            | 600.000  |